# Hongo (Bassa)
Le Hongo, encore appelé ihôňgô, est un rythme musical du peuple bassa exporté par les esclaves jusqu'au Brésil. Musique de réjouissance pratiquée dans les villages Bassa, il est joué lors événements traditionnels comme les mariages, les décès ou les guérisons. Cette musique africaine est proche de l'assiko, un autre rythme bassa plus connu.

## Sur les traces de l'esclavage
Dans son album intitulé Hongo calling, le musicien Blick Bassy retrace le parcours du Hongo présent dans plusieurs pays africains notamment en Afrique de l'Ouest jusqu'au Brésil. Les mélodies de l'album sont un périple musical sur la tragique route des esclaves passeurs de sons, qui va du Cameroun jusqu'au Brésil en passant par des pays africains comme le Bénin, le Sénégal ou le Cap-Vert. Le parcours du Hongo en 15 étapes croise celui de l'esclavage. Dans cet album identitaire, Blick Bassy rend hommage au caractère festif de ce rythme traditionnel accompagné de danses et de chants. 